# Dubbelsäckspinnare
Dubbelsäckspinnare (Diplodoma laichartingella) är en fjärilsart som först beskrevs av Johann August Ephraim Goeze 1783.  Dubbelsäckspinnare ingår i släktet Diplodoma, och familjen säckspinnare. Arten är reproducerande i Sverige.

## Bildgalleri

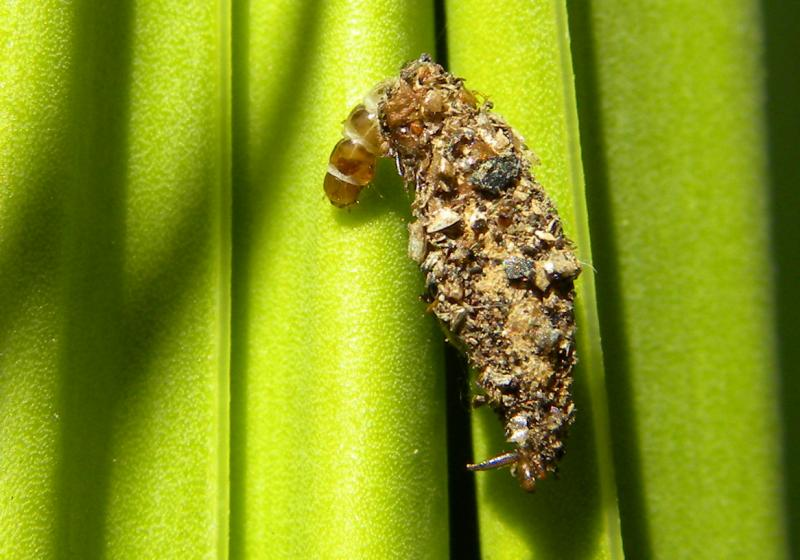